# Hearts Away
«Hearts Away» —en español: «Corazones lejanos»— es una canción interpretada por la banda estadounidense de hard rock Night Ranger. Fue escrita por Jack Blades y aparece originalmente en el álbum Big Life, lanzado al mercado en 1987 por MCA Records.

## Lanzamiento y descripción
El tema fue publicado como el segundo sencillo de Big Life en julio de 1987 en formato de siete y doce pulgadas, el cual, a diferencia de su antecesor, fue producido por la agrupación, junto a Kevin Elson y Wally Buck. En la versión de siete pulgadas se numeró la melodía «Better Let It Go» —traducido del inglés: «Mejor déjalo ir»—, compuesta por Blades y Kelly Keagy. La edición promocional de doce pulgadas enlista la pista principal en ambos lados del sencillo, aunque se distinguen entre sí por la duración de los mismos.

## Recepción
En el mismo año de su lanzamiento «Hearts Away» logró entrar en las listas de popularidad en los EE. UU., alcanzando el 90.º puesto del Billboard Hot 100.

## Lista de canciones
Versión comercial

| Lado A |               |              |          |  |
| N.º    | Título        | Escritor(es) | Duración |  |
| 1.     | «Hearts Away» | Jack Blades  | 3:59     |  |

| Lado B |                    |                      |          |  |
| N.º    | Título             | Escritor(es)         | Duración |  |
| 2.     | «Better Let It Go» | Blades / Kelly Keagy | 4:43     |  |
| 8:42   |                    |                      |          |  |

Edición promocional

| Lado A |                                   |              |          |  |
| N.º    | Título                            | Escritor(es) | Duración |  |
| 1.     | «Hearts Away» (versión del álbum) | Jack Blades  | 4:58     |  |

| Lado B |                                      |              |          |  |
| N.º    | Título                               | Escritor(es) | Duración |  |
| 2.     | «Hearts Away» (versión del sencillo) | Jack Blades  | 3:59     |  |
| 8:57   |                                      |              |          |  |

## Créditos
- Jack Blades — voz principal, bajo y coros.
- Kelly Keagy — voz principal, batería y coros.
- Brad Gillis — guitarra y coros.
- Jeff Watson — guitarra.
- Alan Fitzgerald — teclados.

## Listas
| Año  | País           | Lista             | Posición máxima |
| ---- | -------------- | ----------------- | --------------- |
| 1987 | Estados Unidos | Billboard Hot 100 | 90.º            |